# Mezzoforte (Band)

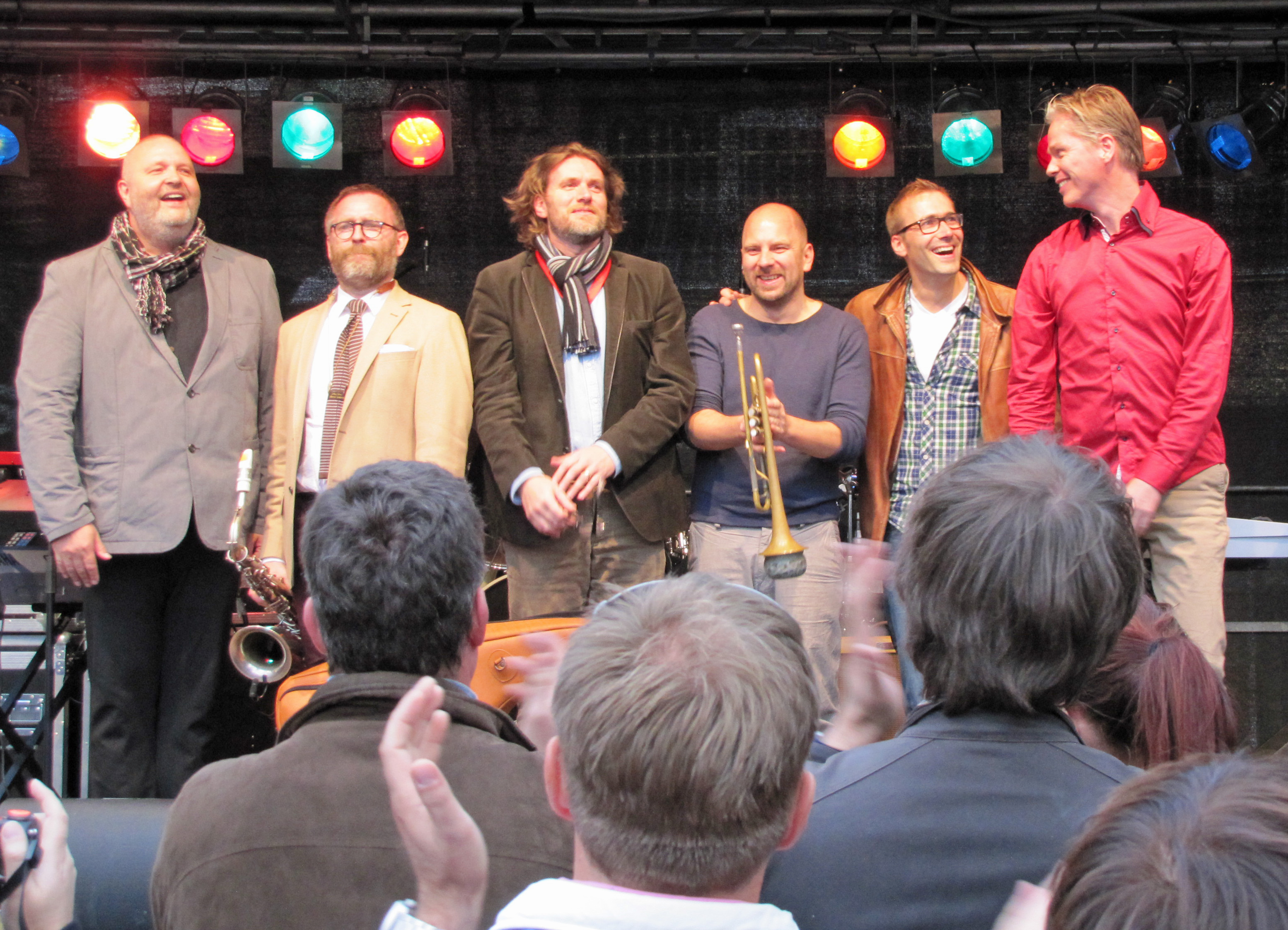
Mezzoforte in Frankfurt am Main (2012)

Mezzoforte ist eine Funk-Fusion-Band aus Island. Sie wurde 1977 in Reykjavík gegründet. Der Name der Band leitet sich vom italienischen Ausdruck mezzoforte ab, der halblaut bedeutet.

## Geschichte
Bekannt wurde die Gruppe 1983 durch das Instrumentalstück Garden Party, das im Vereinigten Königreich bis auf Platz 17 der Hitparade kletterte. In Deutschland erreichte das Lied Platz 36, in den Niederlanden sogar die Top 10. Einem breiteren Publikum, besonders in Berlin und der ehemaligen DDR, wurde der Titel als Hintergrundmusik der RIAS-Sendung Musik nach der Schule mit Gregor Rottschalk bekannt. Auch der WDR 1 nutzte einen Titel von Mezzoforte, E. G. Blues, als Titelmusik der Sendung London Calling – Die britische Hitparade mit Achim Preikschat.
Die vier Musiker (Eythor Gunnarsson am Keyboard, Friðrik Karlsson an der Gitarre, Jóhann Ásmundsson am Bass und Gulli Briem am Schlagzeug), waren bei Gründung der Band noch Teenager.
Auch wenn Garden Party ihr einziger größerer Charterfolg blieb, erspielte sich die Band eine weltweite Fangemeinde. In der Folgezeit konzentrierten sich die vier Musiker zunehmend auf eigene Projekte, von der Familiengründung bis zu neuen musikalischen Aktivitäten.
Offiziell aufgelöst hat sich Mezzoforte dennoch nie. Die vier Jugendfreunde blieben auch über weite räumliche Distanzen stets in Kontakt. Sieben Jahre nach dem letzten Studioalbum Monkey Fields war es der deutsche Schlagzeuger Wolfgang Haffner, der das Quartet im Frühjahr 2004 aus seinem Dornröschenschlaf weckte. Unter seiner Ägide entstand das Comebackalbum Forward Motion. Mit der 2008 veröffentlichten DVD Live in Reykjavik kam die Band erneut ins internationale Rampenlicht zurück und tourt seitdem auch wieder gemeinsam und tritt in Stadthallen, auf Festivals oder auch mal in Clubs auf. Im Spätsommer 2010 erschien das Album Volcanic, an dem auch die neuen Bandmitglieder mitkomponiert und arrangiert haben, aufgenommen und engineered wurde das Album in Island unter der Federführung von Johann Asmundsson, dem Bassisten.
Bis auf Friðrik Karlsson (der nach wie vor an zahlreichen Kompositionen der Band und gelegentlich bei Liveauftritten mitwirkt) und dem 2023 ausgeschiedenen Schlagzeuger Gulli Briem sind noch alle Gründungsmitglieder dabei; neu hinzugekommen sind 1996 Óskar Gudjónsson (Saxophon), später Thomas Dyani (Percussion) und 2006 Sebastian Studnitzky (Trompete, Keyboard) und der Kölner Gitarrist Bruno Müller, gelegentlich spielen auch Gastmusiker bei Auftritten mit wie beispielsweise Torbjørn Sunde 1994 oder Joo Kraus 2010.

## Diskografie

### Studioalben
| Jahr | Titel Musiklabel Katalog-Nr.                 | Höchstplatzierung, Gesamtwochen, AuszeichnungChartplatzierungen (Jahr, Titel, Musiklabel Katalog-Nr., Platzierungen, Wochen, Auszeichnungen, Anmerkungen) | Höchstplatzierung, Gesamtwochen, AuszeichnungChartplatzierungen (Jahr, Titel, Musiklabel Katalog-Nr., Platzierungen, Wochen, Auszeichnungen, Anmerkungen) | Höchstplatzierung, Gesamtwochen, AuszeichnungChartplatzierungen (Jahr, Titel, Musiklabel Katalog-Nr., Platzierungen, Wochen, Auszeichnungen, Anmerkungen) | Höchstplatzierung, Gesamtwochen, AuszeichnungChartplatzierungen (Jahr, Titel, Musiklabel Katalog-Nr., Platzierungen, Wochen, Auszeichnungen, Anmerkungen) | Anmerkungen                                                 |
| Jahr | Titel Musiklabel Katalog-Nr.                 | DE | CH | UK | NO | Anmerkungen                                                 |
| ---- | -------------------------------------------- | --- | --- | --- | --- | ----------------------------------------------------------- |
| 1983 | Surprise Surprise (EU) / 4 (IS) Steinar 062  | DE33 (22 Wo.)DE | — | UK28 (9 Wo.)UK | — | Erstveröffentlichung: 1982 Produzent: Geoff Calver          |
| 1984 | Observations (EU) / Yfirsýn (IS) Steinar 074 | DE39 (10 Wo.)DE | CH23 (5 Wo.)CH | — | NO6 (9 Wo.)NO | Erstveröffentlichung: Februar 1984 Produzent: Geoff Calver  |
| 1986 | No Limits Steinar 08 / RCA 71182             | — | — | — | NO12 (11 Wo.)NO | Erstveröffentlichung: November 1986 Produzent: Nigel Wright |
| 1989 | Playing for Time RCA 74056                   | — | — | — | NO5 (11 Wo.)NO | Erstveröffentlichung: März 1989 Produzent: Nigel Wright     |

Weitere Studioalben
- 1979: Mezzoforte (Steinar 037)
- 1980: Í Hakanum / Octopus (Steinar 039)
- 1981: Þvílíkt og annað eins (Steinar 053; White Label, limitiert auf 50 Stück)
- 1984: Rising (Steinar 06 / RCA 7435)
- 1987: Solid Silver (mit Bobby Harrison; BAT 5 001)
- 1988: Playing For Time
- 1993: Daybreak (Spor 13150932)
- 1996: Monkey-Fields (Spor 13165962)
- 2004: Forward Motion (BHM Productions 1001)
- 2010: Volcanic (BHM Productions 1052)
- 2012: Islands (BHM Productions 1063)

### Livealben
- 1983: Sprellifandi: Live at the Dominion (Steinar 068)
- 2007: Live in Reykjavik (2 CDs + DVD; BHM Productions 1035)

### Kompilationen
| Jahr | Titel Musiklabel Katalog-Nr.                                     | Höchstplatzierung, Gesamtwochen, AuszeichnungChartplatzierungen (Jahr, Titel, Musiklabel Katalog-Nr., Platzierungen, Wochen, Auszeichnungen, Anmerkungen) | Höchstplatzierung, Gesamtwochen, AuszeichnungChartplatzierungen (Jahr, Titel, Musiklabel Katalog-Nr., Platzierungen, Wochen, Auszeichnungen, Anmerkungen) | Anmerkungen                                                                           |
| Jahr | Titel Musiklabel Katalog-Nr.                                     | DE | UK | Anmerkungen                                                                           |
| ---- | ---------------------------------------------------------------- | --- | --- | ------------------------------------------------------------------------------------- |
| 1983 | Catching Up with Mezzoforte (Early Recordings) Steinar 03 / 1202 | — | UK95 (1 Wo.)UK | Erstveröffentlichung: Juni 1983 Produzenten: Geoff Calver, Mezzoforte, Simon Heyworth |

Weitere Kompilationen
- 1985: The Saga So Far (Steinar 07)
- 1991: Fortissimos (RCA 75092)
- 1999: Garden Party Time: The Best of Mezzoforte (2 CDs; Skífan / Íslenskir Tónar 008)
- 2007: Anniversary Edition (2 CDs; BHM Productions 6005)

### Singles
| Jahr | Titel Album                    | Höchstplatzierung, Gesamtwochen, AuszeichnungChartplatzierungen (Jahr, Titel, Album, Platzierungen, Wochen, Auszeichnungen, Anmerkungen) | Höchstplatzierung, Gesamtwochen, AuszeichnungChartplatzierungen (Jahr, Titel, Album, Platzierungen, Wochen, Auszeichnungen, Anmerkungen) | Anmerkungen                                               |
| Jahr | Titel Album                    | DE | UK | Anmerkungen                                               |
| ---- | ------------------------------ | --- | --- | --------------------------------------------------------- |
| 1983 | Garden Party Surprise Surprise | DE36 (16 Wo.)DE | UK17 (10 Wo.)UK | Erstveröffentlichung: Januar 1983 Autor: Eyþór Gunnarsson |
| 1983 | Rockall Observations           | — | UK75 (3 Wo.)UK | Erstveröffentlichung: Mai 1983 Autor: Friðrik Karlsson    |
| 1984 | Spring Fever Observations      | — | UK100 (1 Wo.)UK | Erstveröffentlichung: April 1984 Autor: Friðrik Karlsson  |

Weitere Singles
- 1982: Shooting Star
- 1983: Midnight Express
- 1984: Midnight Sun
- 1984: Take Off
- 1985: Taking Off
- 1985: Garden Party (Sunshine Mix)
- 1985: This Is the Night (feat. Noel McCalla)
- 1986: Nothing Lasts Forever
- 1987: No Limit
- 1989: High Season
- 1989: Expressway
- 1991: Better Love / Garden Party (In House Mix)
- 1994: After Hours
- 1996: Step Right Back
- 1996: Monkey-Fields
- 2002: Garden Party (2002 Remix) (Tour Edition, limitiert auf 1000 Stück)